# おしゃべりオーケストラ
『おしゃべりオーケストラ』は、NHK総合テレビジョンで生1974年4月25日から1975年9月25日までの1年半の間、放送された、クラシック音楽の番組である。本稿は、その趣旨を引き継ぎ1975年10月8日から1976年3月24日に生放送された「おしゃべり音楽会」についても触れる。
同番組は、放送タレントの黒柳徹子をメインパーソナリティー、レギュラーの演奏に尾高忠明指揮・東京フィルハーモニー交響楽団を迎え、クラシック音楽を毎回様々なテーマ・切り口で紹介し、専門の音楽家の歌唱・演奏・解説は基より、様々な分野からゲストを招いていた。1975年10月からは毎週水曜日の定時番組として「おしゃべり音楽会」と改題してリニューアルした。
このスタンスはのちに1976年度から1983年度に8年間土曜日→金曜日に生放送された『音楽の広場』や、1984年度1年間、月曜日に生放送された『徹子と気まぐれコンチェルト』にも生かされる。

## 放送履歴

### おしゃべりオーケストラ
- 特記なき場合、毎月最終木曜日20:30-20:55生放送、基本的に「もうすぐ○○月号」と、放送月の翌月を表記していた
通常の週は20時台は『お国自慢にしひがし』を生放送しているが、月末は19時30分から20時30分まで『未来への遺産』を生放送していたため、その20時台残り30分を利用した。

1974年
- 4月25日:美しく青きドナウ、動物の謝肉祭から
- 5月30日:喜歌劇・こうもり序曲から、ラデツキー行進曲
- 6月20日:「声の特別号」イタリア奇想曲から
- 7月休止
- 8月29日:浜辺の歌、さくら貝の歌、赤とんぼ、交響曲第6番
- 9月26日:ガーシュインメドレー
- 10月31日:組曲展覧会の絵から
- 11月28日:「もうすぐ師走号」歌劇セビリアの理髪師から
- 12月26日:「もうすぐ新年号」映画風と共に去りぬから・タラのテーマ、同ある愛の詩から・ある愛の詩

1975年
- 1月休止
- 2月11日（火曜日）:「春を待つ増刊号」（祝日編成で15:45-16:15生放送）ラプソディーから、庄内おばこ、山田耕筰作品集
- 2月27日:交響曲第40番ト短調から哀しみのシンフォニー
- 3月27日:プロメテウスの創造物序曲、愛はルフラン
- 4月24日:ラデツキー行進曲
- 5月29日:ウィーンの森の物語、コンドルは飛んで行く
- 6月29日（日曜日）:「初夏の臨時号」（特別編成で15:30-16:00生放送）トリッチ・トラッチ・ポルカ
- 7月31日:はげ山の一夜から、ミニヨンから「君よ知るや南の国」
- 8月28日:トロイメライ、夜明けのスキャット
- 9月25日（最終回）:歌劇椿姫第1幕から前奏曲、交響曲第5番運命終楽章から

### おしゃべり音楽会
- 原則として水曜日20:30-20:55生放送

1975年
- 10月8日:そらとぶアヒル号
- 10月15日:星のエチュード
- 10月22日:お国言葉でどうぞ
- 10月29日:就職は気になるけれど
- 11月5日:秋の風、胸いっぱい
- 11月12日:SLの旅 25/1000勾配、サウンド・オブ・ミュージック
- 11月19日:イタリア民謡、そして浅草
- 11月26日:愛の世界～あなたは何型？
- 12月3日:バスがバスにひかれた話
- 12月10日:ひと工夫～味付け万歳～
- 12月17日:アルゼンチンの歌姫・ヒナマリア・イダルゴ
- 12月24日:今年最後の贈り物
- 12月31日休止

1976年
- 1月7日:お江戸日本橋・平岡養一
- 1月14日:ブルージーン専科
- 1月21日:冬きたりなば
- 1月28日:冬景色・白鳥の湖
- 2月4日:パイプ片手に
- 2月11日:うっかり夜話
- 2月18日:足首よ、こんにちは
- 2月25日:カルメンと今、和尚
- 3月3日:水ぬるむ、女釣り師見参
- 3月10日:花野の野の花
- 3月17日:春のうららの…
- 3月24日（最終回）:無口なおしゃべり